# جورج إسحاق هارفي
جورج إسحاق هارفي هو سياسي كندي، ولد في 29 نوفمبر 1892 في المملكة المتحدة. حزبياً، نشط في Co-operative Commonwealth Federation (Ontario Section) ‏. وقد انتخب عضو برلمان مقاطعة أونتاريو.